# Billboard JAPAN HOT100 COUNTDOWN
『サタデーミュージックバトル 天野ひろゆき ルート930』（サタデーミュージックバトル あまのひろゆき ルート930）は、ニッポン放送で2017年10月7日から2021年9月18日まで放送していた音楽バラエティ番組。改題前のカウントダウン番組である『Billboard JAPAN HOT100 COUNTDOWN』についても扱う。

## 番組概要
ニッポン放送は2017年下半期番組編成にて、2017年9月迄同放送枠にて『辛坊治郎ズーム そこまで言うか!』を編成して来たが、辛坊の個人的事情で番組を一時休止させる事に伴い、次放送枠である『スイスイサタデー〜カロ・ソリーゾ!』の放送枠を統合して、音楽バラエティ番組を編成する事を発表した。
番組パーソナリティには、過去同局にて平日の夜ワイド番組を担当し、過去音楽活動を行っていたお笑いタレントの天野がピンのレギュラーとして約22年振りにパーソナリティを務めた。同局にて土曜午後に音楽番組が編成されたのは、2006年3月に終了した『赤坂泰彦のサタデーリクエストバトル』と『うえちゃん・山瀬の涙の電話リクエスト』以来、11年半振りで、カウントダウン番組としては、1990年3月迄編成していた『はた金のオリコン・ザ・ビッグヒット』以来、26年半振りとなった。
番組構成は「Billboard Japan Hot 100」のランキングから総合チャートTOP20を列挙してランキングを紹介し、パーソナリティである天野がその「持ち味を活かしたコーナー」も行われることになっている。
2019年9月28日放送分にて、Billboardのカウントダウン番組の要素を撤廃し、翌月の10月は同局の特別番組や『ニッポン放送ショウアップナイター』の編成に伴い1ヶ月のブランクを経て番組を改題リニューアルを実施し、『サタデーミュージックバトル 天野ひろゆき ルート930』に改題。
番組構成を同局が過去、当該番組の放送枠で2006年3月迄編成して来た『赤坂泰彦のサタデーリクエストバトル』の番組構成と同様に、2組のゲストを招いてクイズバトルを行ない、勝ったゲストのリクエスト楽曲を流す、所謂「リクエスト合戦」をベースに番組後半はゲストアーティストとのトークをベースに変更。また、2020年上半期番組編成にて、当該番組の放送時間が10分短縮され、同年下半期番組改編にて当該番組での内包番組として、フリーアナウンサーで元テレビ朝日アナウンサーの竹内由恵を起用した『竹内由恵 人生のメソッド』を開始し、放送していた。
2021年8月21日放送分のオープニングトークにて、9月第3週にて当該番組終了を告知。後継番組は、同年3月迄同局にてミニ番組を務めていた、サンドウィッチマンの2人がパーソナリティを務める、『サンドウィッチマン ザ・ラジオショーサタデー』が開始される事を発表した。

## 出演者
肩書無しはニッポン放送のアナウンサー

### 現在

#### パーソナリティ
- 天野ひろゆき（キャイ〜ン）

#### アシスタント
『ルート930』改題後は月替わりで交代とされていたが、2020年6月20日放送より固定化
- 宮島咲良（タレント・フリーアナウンサー・元九州朝日放送アナウンサー） - 2020年3月7、14、28日[10]、6月20日 - 2021年9月18日

#### ニュースデスク
- 内田雄基 - 2020年10月10日 - 2021年9月18日[11]

#### リポーター
「Yokohama930Style」
- 石出奈々子（お笑いタレント）- 2019年11月2日 - 16日、12月21日 - 2021年9月18日
- 岩井ジョニ男（イワイガワ） - 2019年12月14日

### 過去

#### アシスタント
- 増山さやか - 2017年10月7日 - 2019年9月28日
- 増田みのり（フリーアナウンサー、元ニッポン放送アナウンサー） - 2019年11月2日 - 30日[14]
- まえだゆう（Predia） - 2019年12月7日 - 2020年1月4日[15][16]
- 青山吉能（声優） - 2020年1月11日 - 2月1日[17][18]
- 高橋茉奈（フリーアナウンサー、元K-mixアナウンサー） - 2020年2月8日 - 2月29日[19]、3月21日[20]
- 南菜生（PassCode） - 2020年4月4日 - 5月2日[21]
- 熊谷実帆 - 2020年5月9日 - 6月6日

#### ニュースデスク
- 新保友映（当時：ニッポン放送アナウンサー） - 2018年4月
- 大泉健斗 - 2017年11月11日 - 2018年3月24日
- 箱崎みどり - 2018年5月 - 2019年3月
- 山部あかり（フリーアナウンサー） - 2019年4月 - 9月
- 熊谷実帆 - 2019年11月2日 - 2020年10月3日
- 東島衣里 - 2018年8月25日[22]、2019年5月9日

#### その他出演者
天野の休暇時の代理パーソナリティ
- TUBE - 2018年8月11日

準レギュラー
- 長濱ねる（元欅坂46） - 2018年3月3日、11月3日、2019年2月9日、2021年9月4日[25]